# هیدروکسید جیوه (II)
هیدروکسید جیوه(II) (به انگلیسی: Mercury(II) hydroxide) با فرمول شیمیایی H۲HgO۲ یک ترکیب شیمیایی است. که جرم مولی آن ۲۳۴٫۶۰۵ g/mol می‌باشد.